# La granja (novela)
La granja (título original en inglés: A Painted House) es una novela del escritor estadounidense John Grisham publicada en el año 2001. Fue adaptada en el año 2003 en una película para televisión del mismo nombre, protagonizada por Scott Glenn y Logan Lerman.
Inspirada en su juventud en Arkansas, es la obra más reconocida de Grisham en la que abandona su habitual temática de thriller legal.

## Sinopsis
Ambientada en el año 1952, la historia es contada por un niño de siete años llamado Luke Chandler, el hijo menor de una familia de agricultores de algodón, que sin querer se ve envuelto en los problemas que traen consigo las duras jornadas de trabajo y la tensión entre los jornaleros mexicanos y las familias que viven de la cosecha.